# Fijewski (nazwisko)
Fijewski (forma żeńska: Fijewska, liczba mnoga: Fijewscy) – polskie nazwisko.

## Etymologia nazwiska
Powstało prawdopodobnie od staropolskiego fiać (chwiać), jako odmiana nazwiska Fiak → Fijowski (Fij-owski, Fij-ewski).

## Demografia
Na początku lat 90. XX wieku w Polsce mieszkało 201 osób o tym nazwisku, najwięcej w dawnym województwie: warszawskim - 60, ciechanowskim - 38 i bialskopodlaskim - 28. W 2002 roku według bazy PESEL mieszkało w Polsce około 168 osób o nazwisku Fijewski, najwięcej w Warszawie i powiecie ciechanowskim.

## Encyklopedyczni przedstawiciele i inne wykorzystania
Zobacz stronę ujednoznaczniającą: Fijewski. 